# Jasrāna
Jasrāna är en ort i Indien.   Den ligger i distriktet Firozabad och delstaten Uttar Pradesh, i den centrala delen av landet, 210 km sydost om huvudstaden New Delhi. Jasrāna ligger 168 meter över havet och antalet invånare är 9 883.
Terrängen runt Jasrāna är mycket platt. Runt Jasrāna är det tätbefolkat, med 790 invånare per kvadratkilometer. Närmaste större samhälle är Shikohabad, 15,6 km söder om Jasrāna. Trakten runt Jasrāna består till största delen av jordbruksmark.